# Sport- und SchwimmClub Karlsruhe 2023-2024 (pallavolo maschile)
Questa voce raccoglie le informazioni riguardanti lo Sport- und SchwimmClub Karlsruhe nelle competizioni ufficiali della stagione 2023-2024.

## Stagione
Lo Sport- und SchwimmClub Karlsruhe partecipa alla stagione 2023-24 con la denominazione sponsorizzata Baden Volleys SSC Karlsruhe.
Partecipa alla 1. Bundesliga classificandosi all'ottavo posto in regular season: partecipa quindi ai play-off scudetto, dove viene eliminato ai quarti di finale dallo Charlottenburg. In Coppa di Germania viene eliminato agli ottavi di finale dal Lüneburg e ottiene un quinto posto in Coppa di Lega.

## Organigramma societario
Area direttiva
- Presidente: Diego Ronconi

Area tecnica
- Allenatore: Antonio Bonelli
- Allenatore in seconda: Jörg Binder
- Assistente allenatore: Joachim Greiner, Alessandro Manfrin
- Scoutman: Lisa-Marie Frisch, Marcel Frisch, Benjamin Heermann, Ercan Keskin

Area sanitaria
- Medico: Sören Blaich
- Fisioterapista: Claudia Rahner, Felix Roos, Michael Wein

## Rosa
| N° | Nome                | Ruolo | Data di nascita | Nazionalità sportiva |
| -- | ------------------- | ----- | --------------- | -------------------- |
| 1  | Mika Ahmann         | L     | 4 novembre 2005 | Germania             |
| 2  | Bastian Korreck     | C     | 6 novembre 2000 | Germania             |
| 3  | Jannik Brentel      | S     | 16 maggio 2002  | Germania             |
| 4  | Laurin Derr         | C     | 19 maggio 1998  | Germania             |
| 5  | Philipp Schumann    | O     | 2 maggio 1993   | Germania             |
| 6  | Felix Roos          | S     | 22 agosto 1999  | Germania             |
| 7  | Maximilian Kersting | C     | 28 marzo 2001   | Germania             |
| 9  | Thorben Sandmeier   | C     | 28 agosto 1992  | Germania             |
| 10 | Benjamin Dollhofer  | L     | 24 marzo 1991   | Germania             |
| 11 | Tobias Hosch        | P     | 5 marzo 2001    | Germania             |
| 12 | Lukas Jaeger        | S     | 2 agosto 1995   | Germania             |
| 13 | Felix Baumann       | S     | 7 marzo 2005    | Germania             |
| 14 | Milan Kvržić        | P     | 16 maggio 2004  | Germania             |
| 15 | Jens Sandmeier      | S     | 16 agosto 1995  | Germania             |
| 16 | Alexander Benz      | S     | 8 novembre 1995 | Germania             |
| 17 | Fabian Schmidt      | P     | 6 gennaio 1992  | Germania             |

## Mercato
| Acquisti | Acquisti           | Acquisti        | Acquisti   |
| R.       | Nome               | da              | Modalità   |
| -------- | ------------------ | --------------- | ---------- |
| L        | Mika Ahmann        | Friedrichshafen | definitivo |
| S        | Felix Baumann      | Netzhoppers     | definitivo |
| L        | Benjamin Dollhofer | Blankenloch     | definitivo |
| P        | Milan Kvržić       | Rottenburg      | definitivo |
| O        | Philipp Schumann   | Unterhaching    | definitivo |

- Fabian Schmidt, P, è stato promosso dalla seconda squadra.

| Cessioni                               | Cessioni       | Cessioni        | Cessioni   |
| R.                                     | Nome           | a               | Modalità   |
| -------------------------------------- | -------------- | --------------- | ---------- |
| L                                      | Oliver Chudoba | Georgii-Allianz | definitivo |
| L                                      | Johannes Mahl  | -               | ritirato   |
| Trasferimenti nel corso della stagione |                |                 |            |
| S                                      | Felix Baumann  | Ludwigsburg     | definitivo |

- Denir Hadzic, P, è passato alla seconda squadra.

## Risultati

### 1. Bundesliga

#### Girone di andata
| 1ª giornata - 28 ottobre 2023 Lina-Radke-Halle, Karlsruhe                         | Karlsruhe       | 1 - 3 | Herrsching        | 15-25, 25-23, 22-25, 21-25        |
| 2ª giornata - 1º novembre 2023 Spacetech Arena, Friedrichshafen                   | Friedrichshafen | 3 - 0 | Karlsruhe         | 25-21, 25-23, 25-20               |
| 3ª giornata - 7 novembre 2023 Lina-Radke-Halle, Karlsruhe                         | Karlsruhe       | 2 - 3 | Bitterfeld-Wolfen | 23-25, 25-19, 27-25, 22-25, 12-15 |
| 4ª giornata - 12 novembre 2023 Geothermie Arena, Unterhaching                     | Unterhaching    | 2 - 3 | Karlsruhe         | 25-18, 22-25, 17-25, 25-23, 16-18 |
| 5ª giornata - 16 novembre 2023 Lina-Radke-Halle, Karlsruhe                        | Karlsruhe       | 1 - 3 | Dachau            | 24-26, 25-15, 22-25, 20-25        |
| 6ª giornata - 25 novembre 2023 Sporthalle FT 1844 Freiburg, Friburgo in Brisgovia | Freiburger      | 0 - 3 | Karlsruhe         | 20-25, 16-25, 17-25               |
| 7ª giornata - 2 dicembre 2023 Arena Kreis, Düren                                  | Dürener         | 3 - 1 | Karlsruhe         | 25-17, 25-19, 23-25, 25-19        |
| 8ª giornata - 9 dicembre 2023 Lina-Radke-Halle, Karlsruhe                         | Karlsruhe       | 0 - 3 | Lüneburg          | 21-25, 16-25, 17-25               |
| 9ª giornata - 17 dicembre 2023 Max-Schmeling-Halle, Berlino                       | Charlottenburg  | 3 - 0 | Karlsruhe         | 25-18, 25-16, 25-13               |
| 10ª giornata - 23 dicembre 2023 Lina-Radke-Halle, Karlsruhe                       | Karlsruhe       | 1 - 3 | Giesen            | 21-25, 22-25, 26-24, 20-25        |
| 11ª giornata - 8 febbraio 2024 Paul-Dinter-Halle, Königs Wusterhausen             | Netzhoppers     | 1 - 3 | Karlsruhe         | 20-25, 25-23, 18-25, 24-26        |

#### Girone di ritorno
| 12ª giornata - 3 gennaio 2024 Audi Dome, Herrsching am Ammersee       | Herrsching        | 3 - 0 | Karlsruhe       | 25-21, 25-16, 31-29               |
| 13ª giornata - 6 gennaio 2024 Lina-Radke-Halle, Karlsruhe             | Karlsruhe         | 1 - 3 | Friedrichshafen | 23-25, 25-22, 13-25, 20-25        |
| 14ª giornata - 2 marzo 2024 Bernsteinhalle Friedersdorf, Muldestausee | Bitterfeld-Wolfen | 3 - 2 | Karlsruhe       | 21-25, 26-24, 26-24, 22-25, 15-13 |
| 15ª giornata - 20 gennaio 2024 Lina-Radke-Halle, Karlsruhe            | Karlsruhe         | 3 - 2 | Unterhaching    | 25-19, 24-26, 18-25, 27-25, 15-13 |
| 16ª giornata - 27 gennaio 2024 Georg-Scherer-Halle, Dachau            | Dachau            | 1 - 3 | Karlsruhe       | 25-22, 17-25, 15-25, 14-25        |
| 17ª giornata - 3 febbraio 2024 Lina-Radke-Halle, Karlsruhe            | Karlsruhe         | 3 - 1 | Freiburger      | 25-18, 18-25, 25-21, 26-24        |
| 18ª giornata - 10 febbraio 2024 Lina-Radke-Halle, Karlsruhe           | Karlsruhe         | 2 - 3 | Dürener         | 29-27, 25-23, 22-25, 13-25, 10-15 |
| 19ª giornata - 13 febbraio 2024 LKH Arena, Luneburgo                  | Lüneburg          | 3 - 0 | Karlsruhe       | 25-16, 25-21, 25-17               |
| 20ª giornata - 17 febbraio 2024 Lina-Radke-Halle, Karlsruhe           | Karlsruhe         | 0 - 3 | Charlottenburg  | 15-25, 14-25, 21-25               |
| 21ª giornata - 24 febbraio 2024 Volksbank-Arena, Giesen               | Giesen            | 3 - 0 | Karlsruhe       | 25-23, 25-13, 25-23               |
| 22ª giornata - 9 marzo 2024 Lina-Radke-Halle, Karlsruhe               | Karlsruhe         | 3 - 2 | Netzhoppers     | 23-25, 25-17, 24-26, 27-25, 15-8  |

#### Play-off scudetto
| Quarti di finale (gara 1) - 17 marzo 2024 Max-Schmeling-Halle, Berlino | Charlottenburg | 3 - 0 | Karlsruhe      | 25-13, 25-17, 25-20 |
| Quarti di finale (gara 2) - 20 marzo 2024 Lina-Radke-Halle, Karlsruhe  | Karlsruhe      | 0 - 3 | Charlottenburg | 21-25, 22-25, 22-25 |

### Coppa di Germania
| Ottavi di finale - 4 novembre 2023 LKH Arena, Luneburgo | Lüneburg | 3 - 0 | Karlsruhe | 25-21, 25-17, 25-15 |

### Coppa di Lega
| Ottavi di finale - 20 ottobre 2023 Sport- und Mehrzweckhalle, Giesen | Unterhaching      | 0 - 2 | Karlsruhe | 19-25, 16-25                      |
| Quarti di finale - 20 ottobre 2023 Sport- und Mehrzweckhalle, Giesen | Charlottenburg    | 3 - 1 | Karlsruhe | 25-15, 25-18, 26-28, 25-22        |
| Semifinali - 21 ottobre 2023 Volksbank-Arena, Hildesheim             | Dürener           | 1 -3  | Karlsruhe | 18-25, 23-25, 25-18, 23-25        |
| Finale 5º posto - 22 ottobre 2023 Volksbank-Arena, Hildesheim        | Bitterfeld-Wolfen | 2 - 3 | Karlsruhe | 25-17, 22-25, 26-24, 22-25, 14-16 |

## Statistiche

### Statistiche di squadra
| Competizione      | Punti | In casa | In casa | In casa | In trasferta | In trasferta | In trasferta | Totale | Totale | Totale |
| Competizione      | Punti | G       | V       | P       | G            | V            | P            | G      | V      | P      |
| ----------------- | ----- | ------- | ------- | ------- | ------------ | ------------ | ------------ | ------ | ------ | ------ |
| 1. Bundesliga     | 21    | 12      | 3       | 9       | 12           | 4            | 8            | 24     | 7      | 17     |
| Coppa di Germania | -     | 0       | 0       | 0       | 1            | 0            | 1            | 1      | 0      | 1      |
| Coppa di Lega     | -     | -       | -       | -       | -            | -            | -            | 4      | 3      | 1      |
| Totale            | -     | 12      | 3       | 9       | 13           | 4            | 9            | 29     | 10     | 19     |

G = partite giocate; V = partite vinte; P = partite perse

### Statistiche dei giocatori
| Giocatore    | 1. Bundesliga | 1. Bundesliga | 1. Bundesliga | 1. Bundesliga | 1. Bundesliga | Coppa di Germania | Coppa di Germania | Coppa di Germania | Coppa di Germania | Coppa di Germania | Coppa di Lega | Coppa di Lega | Coppa di Lega | Coppa di Lega | Coppa di Lega | Totale | Totale | Totale | Totale | Totale |
| Giocatore    | P             | PT            | AV            | MV            | BV            | P                 | PT                | AV                | MV                | BV                | P             | PT            | AV            | MV            | BV            | P      | PT     | AV     | MV     | BV     |
| ------------ | ------------- | ------------- | ------------- | ------------- | ------------- | ----------------- | ----------------- | ----------------- | ----------------- | ----------------- | ------------- | ------------- | ------------- | ------------- | ------------- | ------ | ------ | ------ | ------ | ------ |
| M. Ahmann    | 22            | 0             | 0             | 0             | 0             | 1                 | 0                 | 0                 | 0                 | 0                 | 4             | 0             | 0             | 0             | 0             | 27     | 0      | 0      | 0      | 0      |
| F. Baumann   | 6             | 16            | 13            | 1             | 2             | 1                 | 13                | 13                | 0                 | 0                 | 4             | 25            | 20            | 2             | 3             | 11     | 54     | 46     | 3      | 5      |
| A. Benz      | 18            | 106           | 89            | 7             | 10            | 1                 | 2                 | 2                 | 0                 | 0                 | 4             | 10            | 6             | 2             | 2             | 23     | 118    | 97     | 9      | 12     |
| J. Brentel   | 22            | 145           | 115           | 11            | 19            | 1                 | 1                 | 1                 | 0                 | 0                 | 3             | 23            | 16            | 3             | 4             | 26     | 169    | 132    | 14     | 23     |
| L. Derr      | 18            | 95            | 68            | 24            | 3             | 1                 | 3                 | 0                 | 2                 | 1                 | 3             | 18            | 9             | 8             | 1             | 22     | 116    | 77     | 34     | 5      |
| B. Dollhofer | 20            | 0             | 0             | 0             | 0             | -                 | -                 | -                 | -                 | -                 | 4             | 0             | 0             | 0             | 0             | 24     | 0      | 0      | 0      | 0      |
| T. Hosch     | 24            | 22            | 7             | 6             | 9             | 1                 | 2                 | 0                 | 1                 | 1                 | 4             | 10            | 6             | 2             | 2             | 29     | 34     | 13     | 9      | 12     |
| L. Jaeger    | 19            | 72            | 57            | 4             | 11            | 1                 | 1                 | 1                 | 0                 | 0                 | 3             | 6             | 6             | 0             | 0             | 23     | 79     | 64     | 4      | 11     |
| M. Kersting  | 21            | 90            | 73            | 12            | 5             | 1                 | 3                 | 1                 | 2                 | 0                 | 3             | 18            | 10            | 6             | 2             | 25     | 111    | 84     | 20     | 7      |
| B. Korreck   | 19            | 117           | 78            | 26            | 13            | 1                 | 0                 | 0                 | 0                 | 0                 | 3             | 16            | 9             | 2             | 5             | 23     | 133    | 87     | 28     | 18     |
| M. Kvržić    | 21            | 13            | 8             | 3             | 2             | 1                 | 1                 | 1                 | 0                 | 0                 | 2             | 0             | 0             | 0             | 0             | 24     | 14     | 9      | 3      | 2      |
| F. Roos      | 17            | 55            | 47            | 3             | 5             | 1                 | 1                 | 1                 | 0                 | 0                 | 2             | 16            | 14            | 1             | 1             | 20     | 72     | 62     | 4      | 6      |
| J. Sandmeier | 24            | 201           | 169           | 20            | 12            | 1                 | 0                 | 0                 | 0                 | 0                 | 4             | 38            | 34            | 1             | 3             | 29     | 239    | 203    | 21     | 15     |
| T. Sandmeier | 14            | 43            | 29            | 13            | 1             | 1                 | 3                 | 0                 | 3                 | 0                 | 2             | 4             | 2             | 1             | 1             | 17     | 50     | 31     | 17     | 2      |
| F. Schmidt   | 0             | 0             | 0             | 0             | 0             | -                 | -                 | -                 | -                 | -                 | -             | -             | -             | -             | -             | 0      | 0      | 0      | 0      | 0      |
| P. Schumann  | 24            | 315           | 256           | 29            | 30            | 1                 | 7                 | 6                 | 1                 | 0                 | 4             | 43            | 32            | 4             | 7             | 29     | 365    | 294    | 34     | 37     |

P = presenze; PT = punti totali; AV = attacchi vincenti; MV = muri vincenti; BV = battute vincenti